# Fabian Coulthard

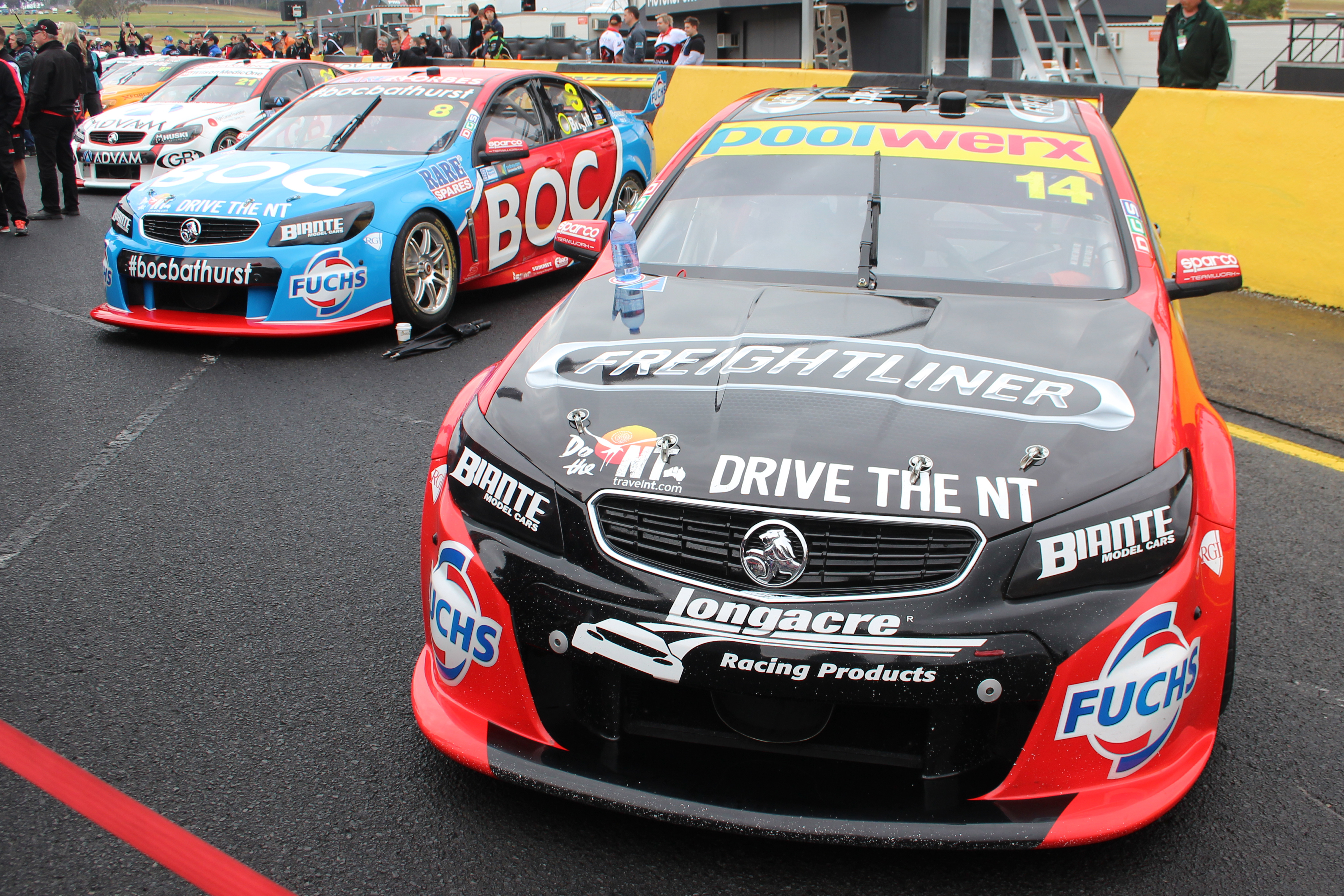
Coulthards bil under finalloppet 2015, Sydney Motorsport Park Super Sprint.

Fabian Coulthard, född den 28 juli 1982 i Burnley, Storbritannien, men tävlande för Nya Zeeland, är en professionell racerförare och kusin till den före detta formel 1-föraren David Coulthard.

## Racingkarriär
Coulthard föddes i England, men flyttade redan som liten till Nya Zeeland. Han blev mästare i nyzeeländska formel Ford 2001, och flyttade sedan till Europa utan större framgångar. 2004 flyttade han till Australien, där han blev trea i Porsche Carrera Cup, innan han vann titeln 2005. Sedan 2004 har han tävlat i V8 Supercars, där han har en sjätteplats som bästa mästerskapsresultat, 2013.